# Kuulja järv
Kuulja järv är en sjö i Estland.   Den ligger i landskapet Valgamaa, i den södra delen av landet, 180 km söder om huvudstaden Tallinn. Kuulja järv ligger 67 meter över havet.  I omgivningarna runt Kuulja järv växer i huvudsak blandskog.